# Komarivka, Kobeleakî
Komarivka (în ucraineană Комарівка) este un sat în comuna Ciorbivka din raionul Kobeleakî, regiunea Poltava, Ucraina.

## Demografie
Componența lingvistică a localității Komarivka
     Ucraineană (96,45%)
     Rusă (3,55%)
Conform recensământului din 2001, majoritatea populației localității Komarivka era vorbitoare de ucraineană (96,45%), existând în minoritate și vorbitori de rusă (3,55%).